# Publons
Publons è un sito Web commerciale rivolto agli accademici, ai quali offre un servizio gratuito per tracciare e monitorare i contributi editoriali e gli articoli di cui curano la revisione paritaria.
La società è registrata in Nuova Zelanda e ha un ufficio a Londra, Regno Unito.
Clarivate dichiara che al sito risultano iscritti oltre 200.000 ricercatori, che hanno firmato più di un milione di recensioni su 25.000 riviste. Il modello commerciale di Publons si basa sulla collaborazione con gli editori.

## Storia
Il nome fu scelto in omaggio alla minimum unit of publishable material, che misura la minima quantità di informazioni necessaria per ottenere la pubblicazione di un articolo.
L'azienda fu lanciata da Andrew Preston e Daniel Johnston nel 2012.  Dopo cinque anni di attività, fu acquisita da Clarivate Analytics nel 2017 (che possiede anche Web of Science, EndNote e ScholarOne).
Publons collabora con le seguenti case editrici: Springer Nature, Taylor & Francis, Oxford University Press, BMJ, SAGE, Wiley, e con servizi correlati come Altmetrics e ORCID.

## Publons Peer Review Awards
Nel 2016, Publons ha avviato un premio annuale per i migliori revisori e redattori al mondo , al quale l'anno successivo si è aggiunto il Sentinel Award nei casi di un'eccezionale promozione, innovazione o contributo alla revisione accademica tra pari.

## Accoglienza
TechCrunch ha sottolineato la scarsa trasparenza del processo di pubblicazione, mentre la rivista Research Information ha osservato che, contrariamente alle norme editoriali, non tutte le revisioni siano pubblicate, sebbene Publons permetta una recensione degli articoli sia prima che dopo la loro uscita in stampa. 

Nel suo sito web dedicato alle notizie, Nature ha riportato le opinioni di due dei più prolifici revisori di Publons.
La rivista invia agli accademici e-mail in blocco non richieste per pubblicizzare il proprio servizio. Alcuni ISP hanno sanzionato Publons per violazioni delle condizioni d'uso, al limite dello spam.